# Crisi demogràfica
Crisi demogràfica és la denominació que es dona, especialment en la geografia de la població i la demografia històrica, a una situació caracteritzada pel desencadenament d'una crisi a causa d'algun desequilibri demogràfic.